# Michel Verne
Pour les articles homonymes, voir Verne.
Michel Jean Pierre Verne, né à Paris le 4 août 1861, mort à Toulon le 5 mars 1925, est un écrivain et cinéaste français, fils de Jules Verne.

## Biographie
Michel est le seul enfant de Jules Verne et de son épouse Honorine du Fraysne de Viane, veuve d'Auguste Hébé-Morel, qui avait eu deux filles de son premier mariage, Valentine et Suzanne, demi-sœurs de Michel.
À l'époque où il naquit, son père n'était pas encore connu comme écrivain et faisait vivre sa famille grâce à une charge d'agent de change. Sur son acte de naissance, Jules Verne est désigné comme avocat. Les témoins sont Jules René Fleury, époux de Mathilde Verne et Auguste Marie Lelarge, beau-frère d'Honorine. Jules Verne est absent lors de la naissance de son fils. Michel est baptisé le 27 août. Son parrain est Pierre Verne et sa marraine sa grand-mère maternelle, Rosalie Paillat.
Deux ans plus tard, le succès de Jules Verne commença avec la publication du premier des Voyages extraordinaires, Cinq Semaines en ballon.
A cinq ans, le jeune Michel fut placé en pension à Abbeville, puis scolarisé à l'école communale du Crotoy
quand la famille s'y établit en 1869.

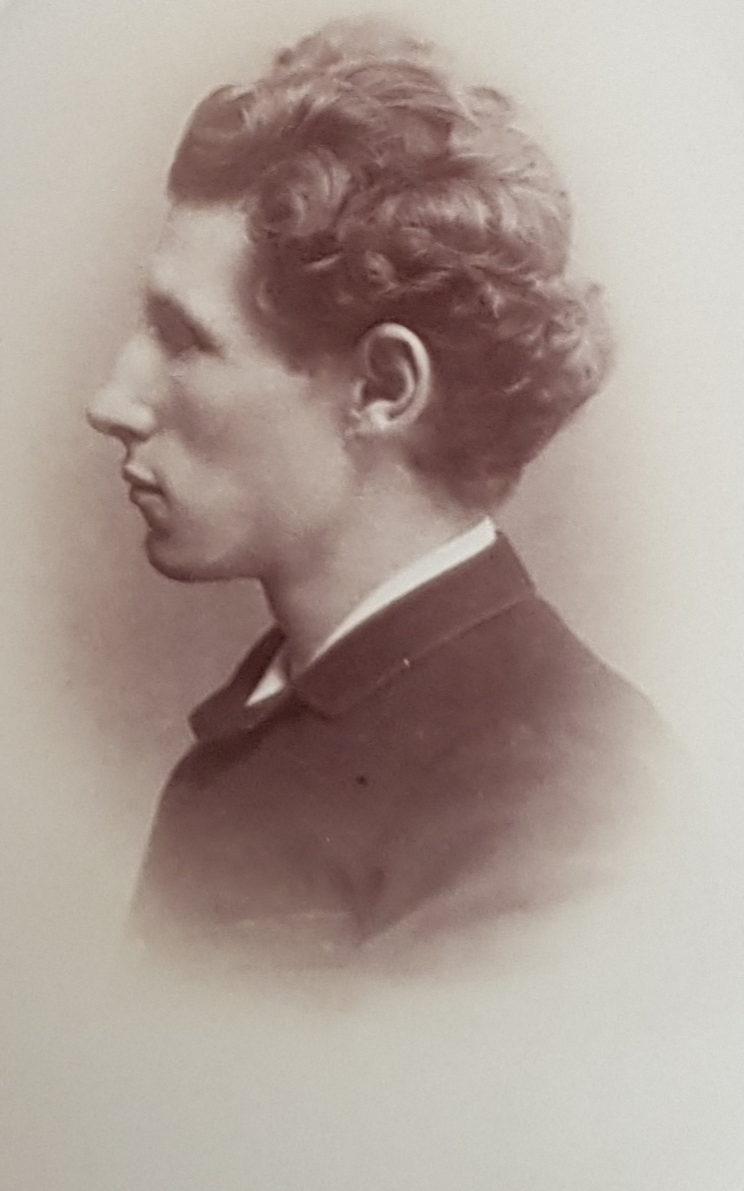
Michel Verne à l'âge de 17 ans.

En raison de son comportement rebelle, Michel fut envoyé par son père à la Colonie pénitentiaire de Mettray (près de Tours) en 1876 ; il réagit très mal à cet enfermement et eut des crises proches de la démence. Au bout de six mois, Jules Verne le retira de Mettray pour le placer en internat à Nantes, où résidait la famille paternelle.
Embarqué de force pour un voyage aux Indes de 18 mois jusqu'à l'été 1879, il est mis à la porte par son père en décembre 1879 mais continue de vivre à Amiens où son père lui verse une mensualité de 600 francs qui passera ensuite à 1 000 frs.
Il fait son service militaire en 1881 mais le conseil de révision le classe aux Services auxiliaires. Ajourné à un an, il l'est de nouveau en 1883 puis est versé dans la Réserve (1er juillet 1887). Dans l'armée territoriale le 1er septembre 1895 puis dans la Réserve de cette armée (1er novembre 1907), il est ensuite libéré de ses obligations militaires.
À l'âge de 19 ans, il provoque un scandale en s'enfuyant avec une actrice du théâtre municipal d’Amiens, Clémence-Thérèse Taton, malgré les objections de son père. Il part alors pour Nîmes où il accumule les dettes. Jules Verne lui évite même un duel.
En 1883, son père lui impose finalement de se marier, le 15 mars 1884 à Nîmes. Jules et Honorine Verne ne sont pas présents. Les témoins sont Alexandre Pleindoux, médecin, Louis Barbut, journaliste, René Ducamp, négociant et Édouard Rebuffat, notaire, union sans postérité.
Michel abandonne sa jeune épouse qui obtient le divorce le 20 novembre 1884. La notification conservée aux Archives départementales du Gard mentionne concernant la séparation de corps qu'elle est « fondée sur des excès et des injures graves, qu'il est en effet établi d'ores et déjà et qu'il s'est montré journellement dans des lieux publics avec des femmes de mœurs légères, qu'il a abandonné le domicile conjugal du 15 mai au 15 juillet 1884, que le 18 août dernier il a introduit dans le domicile conjugal une femme et qu'il a été pris en flagrant délit d'adultère, qu'il s'est livré contre sa femme à des scènes de violence très graves ».
Il est condamné à payer une mensualité de 200 frs à son ancienne épouse, Jules Verne déduisant cette somme de la mensualité qu'il lui fait verser par son éditeur Hetzel. Le divorce officiel n'est prononcé à Amiens que le 20 juillet 1889, soit cinq ans plus tard.
Michel s'est en fait enfui avec Jeanne Reboul, une jeune pianiste âgée de 18 ans, alors enceinte de lui, ce qui le met au ban de sa famille.
Jeanne et Michel s'installent à Paris (1885), puis Nîmes (1886) et de nouveau à Paris (1887-1905). Deux enfants, Michel et Georges, naissent avant le mariage qui a lieu à Paris le 20 février 1890. Les témoins sont Lucien Pierron, avocat, Isaac Rodrigue, banquier, Léon Cosse, négociant et François Amy, employé. Jules et Honorine sont, comme pour le premier mariage, absents. Un troisième enfant naîtra, Jean-Jacques.
Ces questions et d'autres ont causé beaucoup de tensions entre Michel et son père. Jules Verne dépose le 15 février 1890 son testament chez maître Georges Perdry, soit cinq jours avant le contrat de mariage de Michel rédigé chez le même notaire. À la mort de Jules Verne, Michel apprend que les filles d’Honorine, Suzanne et Valentine, héritent de 50 000 frs… mais lui, d'aucune somme. Le testament précise : « Les dispositions qui précédent relatives aux deux legs de cinquante mille francs, ont été prises par moi à raison des sacrifices que j'ai faits pour mon fils Michel Verne, et ces dispositions sont une réparation de la perte subie par les bénéfices de notre communauté à raison de ces sacrifices. » Michel hérite alors de tous les manuscrits, des livres, des cartes, de tous les papiers et de la bibliothèque de son père. Étrangement, Suzanne et Valentine renoncent à leur part le 30 juin 1905.
Michel vit à Toulon à partir de 1906. S'il ne divorce pas, sa vie conjugale est ruinée. Il tombe à la fin de sa vie dans une grande dépression. Atteint d'un cancer de l'estomac et de la gorge, il meurt le 5 mars 1925. Conformément à ses volontés, il est incinéré à Marseille. Ses cendres sont déposées au Cimetière Saint-Pierre dans la sépulture Reboul, puis transférées dans la concession perpétuelle qu'il avait acquise au cimetière de La Valette-du-Var. La pierre tombale permet de lire son nom et celui de son fils cadet Jean (Jacques) Jules-Verne.
Morte dans la même ville, le 27 mai 1956, Jeanne est inhumée au cimetière de La Valette-du-Var dans le même caveau que son époux. Leur second fils Michel et sa seconde épouse Fernande (née Reboul) y seront inhumés, tout comme Jean son troisième fils, en 1980.

## Écrivain et éditeur

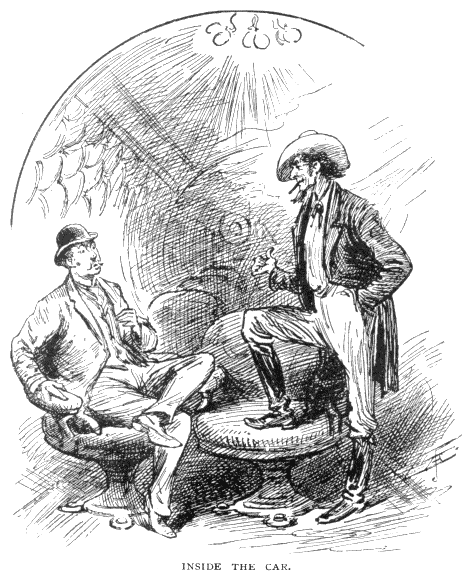
Illustration pour Un express de l'avenir (1895).

Michel a pris en charge la publication d'un grand nombre des derniers manuscrits de son père ; il est d'ailleurs possible qu'il ait lui-même écrit certains d'entre eux. Les travaux désormais attribués, non plus à Jules, mais à Michel Verne sont :
- Le Volcan d'or, réécrit par Michel à partir d'un manuscrit de son père, et divisé en deux parties : Claim à Forty Mile Creek et Inondations et Incendie[22] ;
- Édom, nouvelle publiée ensuite sous le titre L'Éternel Adam, et reprise en 1910 dans le volume Hier et demain ;
- L'Agence Thompson and Co. Cet ouvrage a été intégralement écrit par Michel Verne.

Les travaux de Michel Verne sont généralement considérés comme inférieurs à ceux de son père, et la source de sa notoriété est probablement la controverse autour de l'attribution des dernières œuvres de celui-ci. Pour l'auteur français des années 1970 d'ouvrages de science-fiction André Blanc, Michel Verne a modifié dans un sens politique les écrits de son père. Le fait est que, sous sa plume, le roman Les Naufragés du « Jonathan », œuvre parue en 1910, propage des thèses anarchistes, communistes et socialistes, alors que l’œuvre originale, beaucoup plus courte, intitulée En Magellanie, était strictement un roman d'aventures.
Certains de ses travaux, tels que Un express de L'Avenir (1888) et La Journée d'un journaliste américain en 2889, sont remarquables par leur description de tubes pneumatiques (pour le transport de personnes) où circulent des trains express reliant la Grande-Bretagne aux États-Unis. En 2025 Elon Musk relance l'idée d'un tel tunnel sous vide dans lequel un train à sustentation magnétique pourrait circuler à plus de 4 800 km/h et relier Londres à New-York en moins d'une heure.
Un cas particulier est celui du livre L'Étonnante Aventure de la mission Barsac. Au début de 1903, Jules Verne, qui préside le groupe espérantiste d'Amiens et qui est un défenseur de cette toute jeune langue internationale, promet à ses amis d'écrire un roman décrivant les mérites de l'espéranto : Voyage d'études. Du fait de sa mort prématurée, il laisse cet ouvrage inachevé. Le brouillon est ensuite repris par Michel. Cependant, l'œuvre finale ne fait que peu allusion à l'espéranto et seulement de manière négative. Une ville dans le désert est aux mains de bandits blancs qui enlèvent et mettent en esclavage des Noirs. L'histoire se termine par une double insurrection des Noirs et des ouvriers blancs travaillant jusqu'à un certain moment dans l'ignorance des faits sous l'autorité d'un savant mégalomane et inconscient de l'utilisation de ses inventions, Marcel Camaret. Ce sont les bandits blancs qui parlent entre eux l'espéranto et sans que cela interfère dans le récit.

## Réalisateur
Créateur de la Société Le Film Jules Verne en 1912, Michel Verne signe en parallèle un contrat avec la société d'édition Éclair Films et leur cède les droits d'adaptation de huit romans de son père. Il participe au tournage des Enfants du Capitaine Grant (it) (1914) et supervise Les Indes noires en 1916-1917 avant de résilier son contrat avec Éclair en août 1917.
Michel s'associe alors avec un homme d'affaires, Jules Schreter, pour développer sa société. En 1918-1919, il réalise ainsi : L'Étoile du Sud, Les 500 millions de la Bégum et La Destinée de Jean Morénas. La société Le Film Jules Verne est vendue en 1932 au producteur Alexander Korda et à la London Films puis cesse ces activités en 1966.

## Œuvres
- La Destinée de Jean Morénas
- Zigzags à travers la science, neuf textes publiés en feuilleton en 1888 dans Le Figaro, réédition Bulletin de la Société Jules Verne no 106, 1993 puis Collection ArchéoSF, éditions Publie.net, 2012 et 2015
- Un Express de l'avenir, publié en 1888 (courte nouvelle)
- La Journée d'un journaliste américain en 2889, publiée en 1891 dans le Moniteur de la Somme (journal d'Amiens)
- L'Agence Thompson and Co, (roman paru en 1907).
- Les Naufragés du « Jonathan » (publié  en deux parties dans la version anglaise : Masterless Man et Unwilling Dictator)
- L'Étonnante Aventure de la mission Barsac, chapitres 6 et suivants.
- Les trois nouvelles, La destinée de Jean Morénas,  La journée d'un journaliste américain en l'an 2889, L'éternel Adam seront aussi publiées dans le recueil de nouvelles, intitulé Hier et Demain, et paru en 1910.
- La Navigation à voiles et à vapeur, Henri Gautier éditeur, 1896
- Le Vengeur des morts. Mathias Sandorf, ciné-roman d'après le roman de Jules Verne, L'Intransigeant, 9 juillet-9 septembre 1921Philippe Burgaud, « Le Vengeur des morts, le ciné-roman de Michel Verne d'après Mathias Sandorf », Bulletin de la Société Jules Verne no 196, mai 2018, p. 55-65.

## Galerie

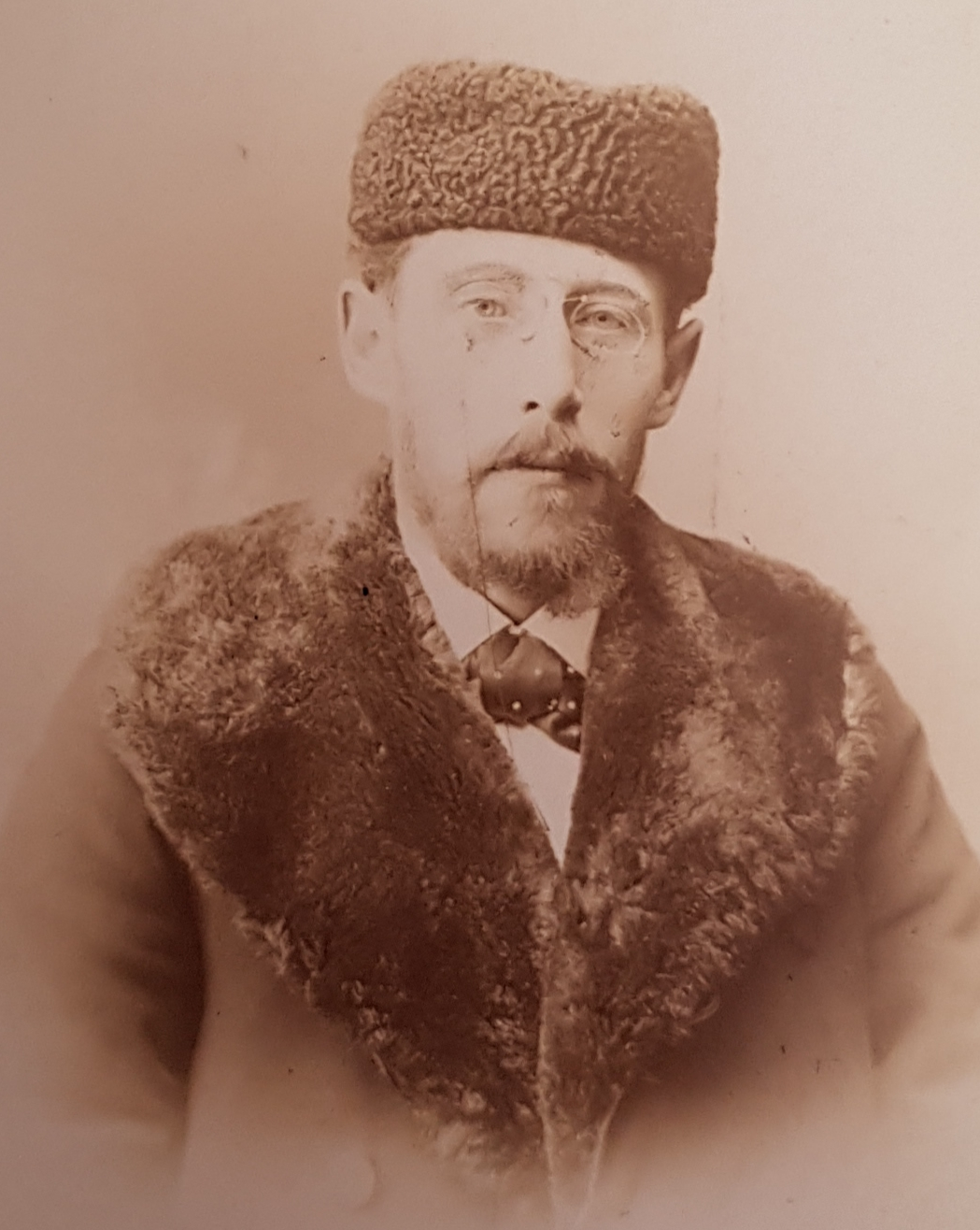
Michel Verne en Russie
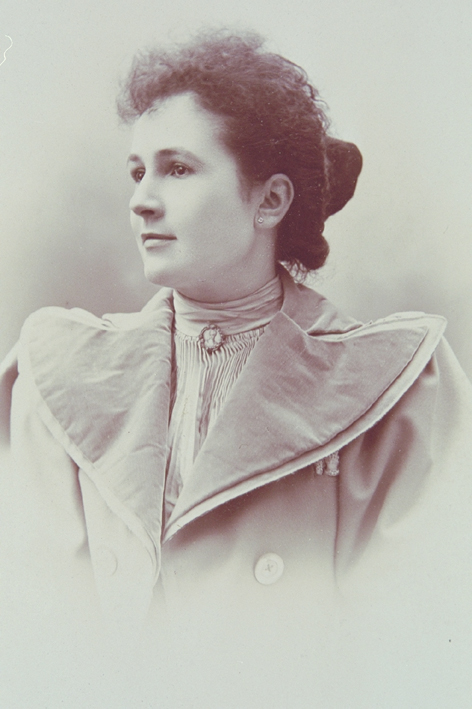
Jeanne Verne, née Reboul
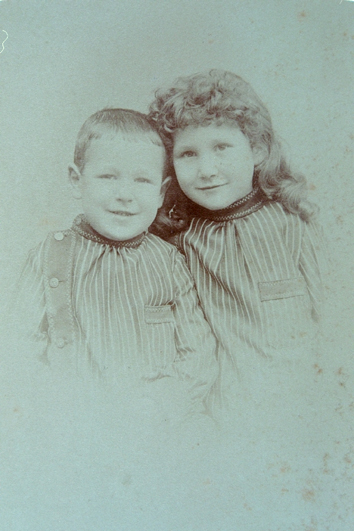
Michel et Georges Verne
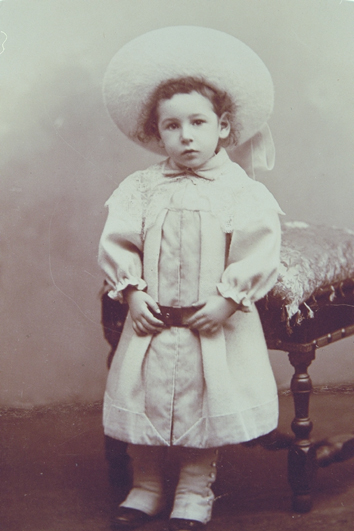
Jean Jacques Verne
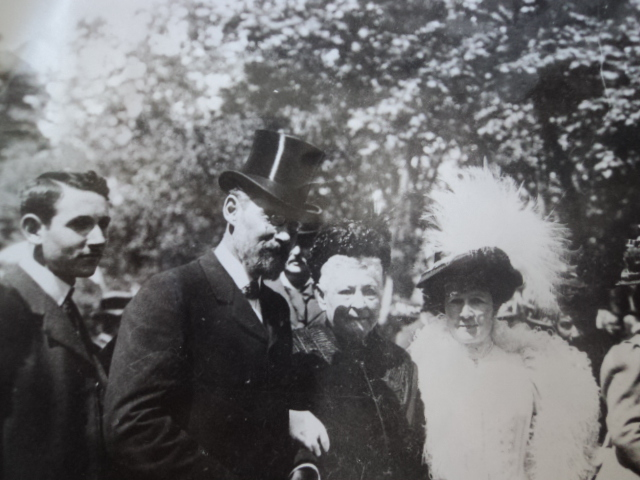
Jean, Michel, Honorine et Jeanne Verne